# Андре Бюргиер
Андре Бюргиер (на френски: André Burguière) е френски историк, представител на четвъртото поколение на френската Школа „Анали“. Основните му трудове са посветени на историята на семейството. Важни негови приноси има в историята на менталностите и в историческата антропология.

## Биография
Андре Бюргиер се ражда през 1938 г. в Париж. Завършва лицея „Анри IV“ в Париж. Следва във Висшето нормално училище (на френски: École normale supérieure) на ул. „Улм“ в Париж.
През 1969–1976 г. е научен секретар на списание „Анали“.
Преподава във Висшето училище по социални науки (на френски: École des hautes études en sciences sociales, съкр. EHESS). Като гост професор преподава в университети в САЩ – в Мичиганския университет, Нюйоркския университет, Калифорнийския университет в Бъркли, Калифорнийския университет в Ървайн, Вирджинския университет, а също и в Будапещенския университет, в Института за френско-японски изследвания в Токио и в Академия Синика в Тайван.
От 1975 г. е редовен сътрудник на Nouvel Observateur. От 1970 г. заедно с Оливие Буржелен продуцира предаването Au carrefour des sciences de l'homme в радио France Culture, а от 1971 г. заедно с Жан Марк Льовен телевизионната поредица Les Chemins de l'Histoire, излъчвана по канал Antenne 2.